# スタッフォード郡 (カンザス州)
スタッフォード郡 (英: Stafford County、標準省略：SF) は、アメリカ合衆国カンザス州に位置する郡である。2000年現在、人口は4,789人である。ここの郡庁所在地はセントジョンである。この郡はルイス・スタッフォード (Lewis Stafford) の名を取って命名された。ここは酒類が禁じられた禁酒郡である。

## 地理
アメリカ合衆国統計局によると、この郡は総面積2,058 km2 (795 mi2) である。このうち2,051 km2 (792 mi2) が陸地で7 km2 (3 mi2) が水域である。総面積の0.34%が水域となっている。

### 隣接する郡
- バートン郡（北）
- ライス郡（北東）
- リノ郡（東）
- プラット郡（南）
- エドワーズ郡（西）
- ポーニー郡（西）

## 人口動勢

2000年国勢調査に基づくスタッフォード郡の人口ピラミッド

2000年現在の国勢調査で、この郡は人口4,789人、2,010世帯、及び1,294家族が暮らしている。人口密度は2/km2 (6/mi2) である。1/km2 (3/mi2) の平均的な密度に2,458軒の住宅が建っている。この郡の人種的な構成は白人 94.97%、アフリカン・アメリカン0.15%、先住民0.38%、アジア0.13%、太平洋諸島系0.00%、その他の人種2.97%、及び混血1.42%である。ここの人口の5.41%はヒスパニックまたはラテン系である。
この郡内の住民は26.30%が18歳未満の未成年、18歳以上24歳以下が5.40%、25歳以上44歳以下が24.60%、45歳以上64歳以下が22.50%、及び65歳以上が21.20%にわたっている。中央値年齢は41歳である。女性100人ごとに対して男性は95.20人である。18歳以上の女性100人ごとに対して男性は91.40人である。
この郡内の世帯ごとの平均的な収入は31,107米ドルであり、家族ごとの平均的な収入は38,235米ドルである。男性は27,328米ドルに対して女性は21,063米ドルの平均的な収入がある。この郡の一人当たりの収入 (per capita income) は16,409米ドルである。人口の11.80%及び家族の8.70%は貧困線以下である。全人口のうち18歳未満の15.20%及び65歳以上の8.90%は貧困線以下の生活を送っている。

## 都市及び町
- ハドソン (Hudson)
- マックスビル (Macksville)
- Radium
- Seward
- セントジョン
- スタッフォード (Stafford)

## 郡区
スタッフォード郡は21の郡区に分かれている。この郡内部の都市は governmentally independent と見なされておらず、郡区向けのすべての外観はそれらの都市に含まれている。以下の表内の人口中心は、もしかなりの数ならば、郡区の人口総計を含む最大都市である。

## 教育

### 統一された学校区
- スタッフォード 統一教育学区349号
- セントジョン = ハドソン 統一教育学区350号
- マックスビル 統一教育学区351号